# John A. Larson
John Augustus Larson (* 11. Dezember 1892 in Nova Scotia; † 1. Oktober 1965 in Berkeley) war einer der Erfinder des Lügendetektors.

## Schriften
- The cardio-pneumo-psychogram in deception. Phillips Bros., Print (1924)
- Single fingerprint system, (The Berkeley police monograph series). D. Appleton (1924)
- The use of the polygraph in the study of deception at the Institute of Juvenile Research, Chicago. Dept. of Public Welfare, Chicago 1927.
- Lying and its detection: A study of deception and deception tests (Behavior research fund. Monographs). The University of Chicago press, Chicago 1932.